# Oecomys superans
Oecomys superans és una espècie de mamífer rosegador de la família dels cricètids. Viu al Brasil, Colòmbia, l'Equador i el Perú. Es tracta d'un animal nocturn i arborícola. Els seus hàbitats naturals són els boscos secundaris i zones altament pertorbades, com ara antics jardins i matollars riberencs. És una espècie en risc mínim, és a dir, no sembla que hi hagi cap amenaça significativa per a la seva supervivència.